# Tarde Celeste
La Tarde Celeste, también conocido como Día de la Raza Celeste, es la jornada de exhibición organizada por el Club Sporting Cristal para presentar a su plantel de cada temporada.
Se desarrolla entre los últimos días de enero y los primeros días de febrero, donde presentan a su nuevo plantel deportivo junto a un encuentro amistoso en condición de local en el Estadio Alberto Gallardo.
Una de sus características es que cada año se rinde homenaje a un ídolo del club durante la ceremonia de presentación. Desde la edición 2012 hasta 2017 este evento se celebró en el Estadio Nacional bajo el nombre de Noche de la Raza Celeste. A partir del 2018 se disputa de nuevo en el Estadio Alberto Gallardo.

## Presentaciones previas
En 1996, el cuadro celeste organiza por primera vez un partido de presentación. En el renovado Estadio San Martín de Porres enfrenta al Cobreloa de Chile en la “Tarde de Espuma” ya que el plantel celeste salió al campo bajo un baño de espuma que emulaba la de la cerveza. Cristal ganó dicho partido por 3-1. Al año siguiente, Cristal invita a la Universidad Católica a disputar el partido de presentación luego de que ambos participaron en la Copa Miami; sin embargo, por problemas logísticos el cuadro chileno tuvo que cancelar su participación. En 1998 el invitado fue la Universidad de Chile y se organizó una presentación similar a la de 1996, pero en el Estadio Nacional. El resultado también fue favorable al cuadro celeste por 3-1.
En 1999, en el Estadio San Martín de Porres se realizó un homenaje a Julio César Balerio quien se retiró del fútbol profesional el año anterior. En el partido de fondo Cristal derrotó por 2-1 a River Plate de Montevideo. Al año siguiente se disputó un sencillo amistoso que culminó en empate 0-0 frente a Emelec. En las siguientes temporadas Cristal disputa amistosos de pretemporada sin tener una presentación de plante oficial.
En el año 2005 se organizó una presentación muy sencilla a mitad de semana en el Estadio San Martín de Porres en el que Cristal derrotó por 3-1 al recién ascendido Sport Áncash. En 2006 se disputó un Cuadrangular amistoso por los 50 años de Sporting Cristal que terminó ganando Universitario de Deportes. Entre 2007 y 2009 se realizaron presentaciones de la camiseta y jugadores en la sede de La Florida, sin organizar un partido.

## Ediciones

### 2010
- Los horarios son correspondientes a la hora local Lima (UTC-5)

La primera edición fue un evento bastante sencillo. En el Estadio San Martín, se presentó el Grupo Dudó (en la tribuna sur) y luego salieron los jugadores, uno a uno para ser aplaudidos por los hinchas. Finalmente la jornada se cerró con un partido internacional entre Cristal e Independiente Santa Fe.
| Tarde Celeste; 6 de febrero de 2010, 15:00 | Sporting Cristal              | 2:2 (1:1) | Santa Fe                   | Estadio San Martín de Porres, Lima                          |                                                             |
|                                            | González 27' (ag) · Leiva 83' | Reporte   | Nazarit 45' · Lagarcha 59' | Asistencia: 8.000 espectadores Árbitro(s): Albert Caballero | Asistencia: 8.000 espectadores Árbitro(s): Albert Caballero |

### 2011
En 2011 se realizó una ceremonia previa con varios destacados exjugadores celestes. El animador en esta ocasión fue "Julinho", luego fueron reconocidos varios jugadores de la talla de Rafael Asca, fueron bajando Ramón Mifflin, Fernando Mellán, Eleazar Soria, Máximo Vides, Orlando La Torre, Jorge Soto y Percy Olivares. Finalmente Cristal se midió con el subcampeón peruano, León de Huánuco.
| Tarde Celeste; 29 de enero de 2011, 15:00 | Sporting Cristal  | 1:1 (0:0) | León de Huánuco | Estadio San Martín de Porres, Lima                              |                                                                 |
|                                           | Orejuela 82' (ag) | Reporte   | Rodríguez 50'   | Asistencia: 9.000 espectadores Árbitro(s): Alejandro Villanueva | Asistencia: 9.000 espectadores Árbitro(s): Alejandro Villanueva |

### 2012
La tercera edición se juntó con la despedida de Roberto Palacios y se organizó un gran evento nocturno en el recién remodelado Estadio Nacional. Para esta edición la jornada se renombró como La Noche de la Raza Celeste. El choque de fondo lo protagonizaron Cristal y la Universidad San Martín de Porres, dejando un empate al igual que en las jornadas de presentación anteriores.
| Noche de la Raza Celeste; 11 de febrero de 2012, 20:15 | Sporting Cristal | 0:0 (0:0) | Universidad San Martín | Estadio Nacional, Lima                                           |                                                                  |
|                                                        |                  | Reporte   |                        | Asistencia: 38.130 espectadores Árbitro(s): Víctor Hugo Carrillo | Asistencia: 38.130 espectadores Árbitro(s): Víctor Hugo Carrillo |

### 2013
Para la cuarta edición se homenajeó a Jorge Soto quien jugó unos minutos. La presentación se realizó nuevamente en el Estadio Nacional, los jugadores fueron presentados uno por uno y luego se jugó el partido el equipo uruguayo, Danubio. A diferencia del resto de ediciones en esta si hubo un ganador y fue el local por un marcador bastante amplio.
| Noche de la Raza Celeste; 2 de febrero de 2013, 20:15 | Sporting Cristal                                              | 6:1 (3:1) | Danubio     | Estadio Nacional, Lima                                 |                                                        |
|                                                       | Rengifo 3', 67' · Ávila 5', 60' · Chiroque 35' · Sheput 48' · | Reporte   | Giménez 44' | Asistencia: 15.000 espectadores Árbitro(s): Diego Haro | Asistencia: 15.000 espectadores Árbitro(s): Diego Haro |

### 2014
En esta edición se le rindió un homenaje a Julio César de Andrade Moura "Julinho", quien jugó 11 minutos del partido estelar ante el Emelec. Por primera vez (única hasta la fecha) Cristal cayó derrotado en su presentación.
| Noche de la Raza Celeste; 21 de enero de 2014, 20:00 | Sporting Cristal | 1:2 (0:1) | Emelec                   | Estadio Nacional, Lima                                     |                                                            |
|                                                      | Ross 82'         | Reporte   | Mena 30' · Bolaños 90+1' | Asistencia: 20.000 espectadores Árbitro(s): Luis Seminario | Asistencia: 20.000 espectadores Árbitro(s): Luis Seminario |

### 2015
Ese año se homenajeó a Orlando de La Torre, ídolo rimense de los años 1960. En el partido de fondo Cristal empató con Liga Deportiva Universitaria de Quito.
| Noche de la Raza Celeste; 24 de enero de 2015, 20:30 | Sporting Cristal         | 2:2 (1:2) | Liga de Quito       | Estadio Nacional, Lima                                   |                                                          |
|                                                      | Blanco 4' · Urquiaga 72' |           | Mina 24' · Vera 42' | Asistencia: 20.000 espectadores Árbitro(s): Manuel Garay | Asistencia: 20.000 espectadores Árbitro(s): Manuel Garay |

### 2016
En esta edición se realizó un homenaje a los jugadores emblemáticos de la década de 1990, quienes también disputaron un encuentro ante la reserva celeste. Se jugó un partido de dos tiempos de 30 minutos y terminó empatado 4-4. El evento continuó con la presentación de la platilla 2016 y finalmente Cristal derrotó a Montevideo Wanderers por 2-1.
| Noche de la Raza Celeste; 31 de enero de 2016, 21:00 | Sporting Cristal        | 2:1 (0:0) | Montevideo Wanderers | Estadio Nacional, Lima                                       |                                                              |
|                                                      | Succar 61' · Sheput 79' | Reporte   | Cepellini 84'        | Asistencia: 13.000 espectadores Árbitro(s): Miguel Sativáñez | Asistencia: 13.000 espectadores Árbitro(s): Miguel Sativáñez |

### 2017
En 2017 se realizó un homenaje a Fernando Mellán jugador destacado del club en los años 1970. En el partido de presentación, Cristal ganó por la mínima diferencia al club colombiano Deportivo Cali.
| Noche de la Raza Celeste; 29 de enero de 2017, 20:30 | Sporting Cristal | 1:0 (0:0) | Deportivo Cali | Estadio Nacional, Lima                                       |                                                              |
|                                                      | Costa 68'        | Reporte   |                | Asistencia: 15.000 espectadores Árbitro(s): Michael Espinoza | Asistencia: 15.000 espectadores Árbitro(s): Michael Espinoza |

### 2018
Ese año el club regresó a organizar la presentación en el Estadio Alberto Gallardo, se denominó Día de la Raza Celeste. La jornada inició a las 11:00 horas con un partido amistoso de la nueva división femenina de fútbol de Sporting Cristal, que fue derrotado 0-2 ante La Cantera. Luego se realizó un homenaje por los 50 años del título nacional al plantel de 1968, seguido por la presentación de jugadores del plantel principal y finalmente el partido contra la Universidad de Chile. 
| Día de la Raza Celeste; 28 de enero de 2018, 15:30 | Sporting Cristal      | 2:1 (0:1) | Universidad de Chile | Estadio Alberto Gallardo, Lima                           |                                                          |
|                                                    | Mejía 71' · Costa 76' | Reporte   | Soteldo 41'          | Asistencia: 10.000 espectadores Árbitro(s): Joel Alarcón | Asistencia: 10.000 espectadores Árbitro(s): Joel Alarcón |

### 2019
En esta edición se realizó un homenaje a Miguel Linares, utilero del club en los últimos 25 años. En el partido de presentación Cristal derrotó a Cantolao. Inicialmente el invitado para esta edición era Emelec, como parte de un acuerdo dirigencial, por el cual días previos Sporting Cristal fue el invitado a la gala de presentación del equipo ecuatoriano. Sin embargo, días antes del evento del Dia de la Raza Celeste, la dirigencia celeste canceló la participación del equipo ecuatoriano debido a la polémica decisión de utilizar a un hincha como jugador durante los últimos minutos de la Explosión Azul, que se disputó en la ciudad de Guayaquil. 
| Día de la Raza Celeste; 3 de febrero de 2019, 16:00 | Sporting Cristal         | 2:1 (1:1) | Cantolao   | Estadio Alberto Gallardo, Lima                               |                                                              |
|                                                     | Gonzales 8' · Castro 53' |           | Chávez 44' | Asistencia: 8.000 espectadores Árbitro(s): Miguel Santiváñez | Asistencia: 8.000 espectadores Árbitro(s): Miguel Santiváñez |

### 2020
Para el año 2020 regresó al nombre original Tarde Celeste. La jornada inició con una vuelta olímpica las categoría formativas que lograron los títulos en sus categorías la reserva, el equipo masculino Sub-13 y los equipos femeninos Sub-14 y Sub-16. Luego de la presentación de los jugadores, se disputó un amistoso ante Independiente del Valle.
| Tarde Celeste; 19 de enero de 2020, 16:00 | Sporting Cristal         | 2:2 (1:0) | Independiente del Valle | Estadio Alberto Gallardo, Lima                        |                                                       |
|                                           | Ortiz 37' · Sandoval 66' |           | Torres 63' 84'          | Asistencia: 8.000 espectadores Árbitro(s): Diego Haro | Asistencia: 8.000 espectadores Árbitro(s): Diego Haro |

### 2023
La jornada inició la inauguración de la nueva pantalla del Estadio Alberto Gallardo. Luego se presentó al plantel del equipo femenino de Sporting Cristal. Siguieron shows musicales primero un freestyle de artistas del Rimac, luego Stick Rentería cantando "Celeste por siempre", suieron la banda de rock SCalibur y el tenor Juan Antonio Dompablo, finalmente Lito KP. Minutos antes de las 3 de la tarde inició la presentación del plantel profesional de Sporting Cristal y a las 4 de la tarde se disputó el partido amistoso.
| Tarde Celeste; 15 de enero de 2023, 16:00 | Sporting Cristal | 2:1 (1:1) | Deportes Tolima | Estadio Alberto Gallardo, Lima                              |                                                             |
|                                           | Castillo 22' 76' |           | Boné 41'        | Asistencia: 9.000 espectadores Árbitro(s): Michael Espinoza | Asistencia: 9.000 espectadores Árbitro(s): Michael Espinoza |

### 2024
Para la temporada 2024, la Tarde Celeste volvió al Estadio Nacional, y fue transmitido a nivel nacional por la señal de Latina Televisión y TNT Sports para Chile.
Minutos antes de las 3 de la tarde inició la presentación del plantel profesional de Sporting Cristal y a las 5 de la tarde se disputó el partido amistoso contra el club Universidad Católica de Chile.
| Tarde Celeste; 14 de enero de 2023, 16:00 | Sporting Cristal                                         | 4:0 (3:0) | Universidad Católica | Estadio Nacional, Lima                                  |                                                         |
|                                           | Lora 4' · Parot 11' (a.g.) · Grimaldo 23' · González 50' |           |                      | Asistencia: 30.000 espectadores Árbitro(s): Bruno Pérez | Asistencia: 30.000 espectadores Árbitro(s): Bruno Pérez |

## Estadísticas

### Resumen de ediciones
| Año         |                                                                         | Equipo local                                                            | Resultado                                                               | Equipo invitado                                                         |                                                                         | Sede |
| 2010        | Sporting Cristal Perú                                                   | 2-2                                                                     | Santa Fe Colombia                                                       | Estadio San Martín                                                      |                                                                         |      |
| 2011        | Sporting Cristal Perú                                                   | 1-1                                                                     | León de Huánuco Perú                                                    | Estadio San Martín                                                      |                                                                         |      |
| 2012        | Sporting Cristal Perú                                                   | 0-0                                                                     | Universidad San Martín Perú                                             | Estadio Nacional                                                        |                                                                         |      |
| 2013        | Sporting Cristal Perú                                                   | 6-1                                                                     | Danubio Uruguay                                                         | Estadio Nacional                                                        |                                                                         |      |
| 2014        | Sporting Cristal Perú                                                   | 1-2                                                                     | Emelec Ecuador                                                          | Estadio Nacional                                                        |                                                                         |      |
| 2015        | Sporting Cristal Perú                                                   | 2-2                                                                     | Liga de Quito Ecuador                                                   | Estadio Nacional                                                        |                                                                         |      |
| 2016        | Sporting Cristal Perú                                                   | 2-1                                                                     | Montevideo Wanderers Uruguay                                            | Estadio Nacional                                                        |                                                                         |      |
| 2017        | Sporting Cristal Perú                                                   | 1-0                                                                     | Deportivo Cali Colombia                                                 | Estadio Nacional                                                        |                                                                         |      |
| 2018        | Sporting Cristal Perú                                                   | 2-1                                                                     | Universidad de Chile Chile                                              | Estadio Alberto Gallardo                                                |                                                                         |      |
| 2019        | Sporting Cristal Perú                                                   | 2-1                                                                     | Cantolao Perú                                                           | Estadio Alberto Gallardo                                                |                                                                         |      |
| 2020        | Sporting Cristal Perú                                                   | 2-2                                                                     | Independiente del Valle Ecuador                                         | Estadio Alberto Gallardo                                                |                                                                         |      |
| 2021 - 2022 | No disputado debido a restricciones por Pandemia de COVID-19 en el Perú | No disputado debido a restricciones por Pandemia de COVID-19 en el Perú | No disputado debido a restricciones por Pandemia de COVID-19 en el Perú | No disputado debido a restricciones por Pandemia de COVID-19 en el Perú | No disputado debido a restricciones por Pandemia de COVID-19 en el Perú |      |
| 2023        | Sporting Cristal Perú                                                   | 2-1                                                                     | Deportes Tolima Colombia                                                | Estadio Alberto Gallardo                                                |                                                                         |      |
| 2024        | Sporting Cristal Perú                                                   | 4-0                                                                     | U. Católica de Chile Chile                                              | Estadio Nacional                                                        |                                                                         |      |

### Historial por países
| País     | PJ | G | E | P | GF | GC | GD |
| -------- | -- | - | - | - | -- | -- | -- |
| Perú     | 3  | 7 | 5 | 1 | 27 | 14 | 13 |
| Colombia | 3  | 0 | 1 | 2 | 3  | 5  | -2 |
| Ecuador  | 3  | 1 | 2 | 0 | 6  | 5  | 1  |
| Uruguay  | 2  | 0 | 0 | 2 | 2  | 8  | -6 |
| Chile    | 2  | 0 | 0 | 2 | 2  | 6  | -7 |
| Total    | 13 | 8 | 8 | 7 | 38 | 38 | -1 |